# Paralimnophila (Paralimnophila) perirrorata
Paralimnophila (Paralimnophila) perirrorata is een tweevleugelige uit de familie steltmuggen (Limoniidae). De soort komt voor in het Neotropisch gebied.